# Codex Cajetanus
El Codex Diplomaticus Cajetanus o Codex Cajetanus (Códice Diplomático Gaetano o Códice Gaetano) es una colección de documentos históricos medievales reunida en el siglo XVIII por el historiador y archivista gaetano Erasmo Gattola. Se circunscriben fundamentalmente al territorio de lo que fue, en ese entonces, el Ducado de Gaeta y la zona circundante.

## Historia y contenido
El Codex Cajetanus nació en el interior de los muros de la Abadía de Montecassino, cuna de la Orden Benedictina y durante siglos, el mayor centro monástico de Occidente relacionado con las mayores potencias políticas de la época medieval. A pesar de las destrucciones soportadas por el monasterio benedictino a lo largo de su historia (lombardos en el 580, árabes en el 884), en el códice están reunidos 648 antiguos documentos (chartae o cartas) referentes a la ciudad de Gaeta y al vasto territorio que política y administrativamente heredó.
Las chartae describen un período que va desde el año 830, antes de la formación del Ducado de Gaeta (año 840), al año 1399, que está mucho más allá del final del mismo (año 1140). Se trata de documentos de origen variado, la mayor parte de ellos apócrifos (de autor desconocido), y transcripciones anteriores a la escritura del propio códice.
El códice fue recopilado gracias a la ardua labor de los estudios comenzados en el siglo XVIII por el gaetano Erasmo Gattola, historiador y archivista del monasterio de Montecassino. El mismo Gattola fue el descubridor del célebre Placito capuano, uno de los primeros testimonios escritos del idioma italiano. Otros estudiosos ilustres que contribuyeron a la recopilación y a la publicación del Codex Cajetanus fueron Giovanni Battista Federici, Giuseppe Quandel, Pietro Fedele y Tommaso Leccisotti.
A lo largo y ancho del territorio capuano se narra, en los documentos recopilados en el Codex Cajetanus, la vida pública, social y económica de la sociedad del antiguo Ducado de Gaeta, estando implicados a lo largo de varios siglos, personajes de distinta posición social, las instituciones y las autoridades que desempeñan varios papeles. Los documentos son diplomas (actos públicos documentados de ventas, donaciones, testamentos, sentencias judiciales, etc.), preparados a veces para personajes históricos de la gran relevancia, como papas o emperadores de Constantinopla o del Sacro Imperio.

## Lenguaje y análisis de la obra
El lenguaje del Codex Cajetanus es el latín medieval, muy alejado de aquel usado por Cicerón, pues está construido con una estructura y unos términos derivados de la lengua popular. Siendo en su mayoría actos públicos documentados, están escritos con la estructura rígida característica que se asumió en la Edad Media para este tipo de documentos.
El análisis de los diplomas recopilados en el Codex Cajetanus ofrece la posibilidad de reconstruir un cuadro histórico dentro de ámbitos muy diversos. El Codex Cajetanus permite extraer datos muy importantes sobre la evolución de las tomas de poder en el territorio del Ducado de Gaeta, la vida social y el uso del derecho. Muestra, por ejemplo, que en el Ducado de Gaeta se pusieron elementos del derecho romano junto a elementos del derecho lombardo.